# Das Tier (Zeitschrift)
Das Tier (Untertitel: Die internationale Illustrierte für Tier, Mensch und Natur; später: Grzimeks und Sielmanns internationale Zeitschrift für Tier, Mensch und Natur) war der Titel einer zwischen 1960 und 2000 monatlich erschienenen Zeitschrift. Sie wurde von Bernhard Grzimek, Heini Hediger und Konrad Lorenz gegründet. Später kamen Karl von Frisch und Wolf Herre hinzu. Das Magazin erschien anfangs im Hallwag-Verlag und wurde später von Egmont Ehapa übernommen. Die erste Ausgabe erschien am 1. Oktober 1960 in einer Auflage von 60.000 Exemplaren. Das erste Heft bestand aus 54 Seiten, von denen vier in Farbe waren. In der Folgezeit wurde der Umfang vergrößert und die Zeitschrift wurde durchgängig farbig gestaltet
Das Tier war eine der ersten deutschen Zeitschriften, die sich mit den Themen Arten- und Tierschutz befassten, wobei Bernhard Grzimek sehr offen Massentierhaltung und Legebatterien kritisierte.
Die Artikel waren teils wissenschaftlicher, teils populärer oder auch trivialer Natur und meist reichlich bebildert. Dabei reichte das Spektrum der Zeitschrift von Artikeln namhafter Wissenschaftler, wie dem ehemaligen WWF-Generaldirektor Claude Martin, über Fotostrecken von Naturfotografen wie Hans Dionys Dossenbach oder Willi Dolder bis hin zu Erlebnisberichten mit Haustieren. Hauptsächliche Themen waren Wildtiere, Haustiere, Tierschutz und Umweltschutz. Des Weiteren gab es einen Tiermarkt mit Kleinanzeigen sowie Tipps für Hobby-Naturfotografen.
Im Jahr 1981 fusionierte Das Tier mit der seit 1977 von Heinz Sielmann publizierten Zeitschrift Sielmanns Tierwelt, wobei der Titel „Das Tier“ erhalten blieb und Sielmann neben Grzimek als zweiter Herausgeber fungierte. Nach dem Tod von Bernhard Grzimek im Jahr 1987 wurde Harald Schliemann Mitherausgeber.
Im Jahr 1998 übernahm der Ehapa-Verlag in Leinfelden-Echterdingen die Verlagsrechte an der Zeitschrift. Neue Chefredakteurin wurde Barbara Hauter. Im Februar 2000 erschien die letzte Ausgabe
und Das Tier ging in der Zeitschrift natur+kosmos auf.